# Comuna Tileagd, Bihor
Tileagd (în maghiară: Mezőtelegd) este o comună în județul Bihor, Crișana, România, formată din satele Bălaia, Călătani, Poșoloaca, Tileagd (reședința), Tilecuș și Uileacu de Criș.

## Demografie
Componența etnică a comunei Tileagd
     Români (64,24%)
     Maghiari (16,96%)
     Romi (6,34%)
     Alte etnii (0,48%)
     Necunoscută (11,99%)
Componența confesională a comunei Tileagd
     Ortodocși (52,32%)
     Reformați (12,89%)
     Penticostali (12,25%)
     Romano-catolici (4,07%)
     Baptiști (2,93%)
     Adventiști (1,18%)
     Alte religii (1,57%)
     Necunoscută (12,79%)
Conform recensământului efectuat în 2021, populația comunei Tileagd se ridică la 5.998 de locuitori, în scădere față de recensământul anterior din 2011, când fuseseră înregistrați 6.968 de locuitori. Majoritatea locuitorilor sunt români (64,24%), cu minorități de maghiari (16,96%) și romi (6,34%), iar pentru 11,99% nu se cunoaște apartenența etnică. Din punct de vedere confesional, majoritatea locuitorilor sunt ortodocși (52,32%), cu minorități de reformați (12,89%), penticostali (12,25%), romano-catolici (4,07%), baptiști (2,93%) și adventiști (1,18%), iar pentru 12,79% nu se cunoaște apartenența confesională.

## Politică și administrație
Comuna Tileagd este administrată de un primar și un consiliu local compus din 15 consilieri. Primarul, Adrian-Romus Codrean[*], de la Partidul Național Liberal, este în funcție din 2008. Începând cu alegerile locale din 2024, consiliul local are următoarea componență pe partide politice:
|  | Partid                                 | Consilieri | Componența Consiliului | Componența Consiliului | Componența Consiliului | Componența Consiliului | Componența Consiliului | Componența Consiliului | Componența Consiliului | Componența Consiliului |
|  | -------------------------------------- | ---------- | ---------------------- | ---------------------- | ---------------------- | ---------------------- | ---------------------- | ---------------------- | ---------------------- | ---------------------- |
|  | Partidul Național Liberal              | 8          |                        |                        |                        |                        |                        |                        |                        |                        |
|  | Partidul Social Democrat               | 3          |                        |                        |                        |                        |                        |                        |                        |                        |
|  | Uniunea Democrată Maghiară din România | 2          |                        |                        |                        |                        |                        |                        |                        |                        |
|  | Uniunea Salvați România                | 1          |                        |                        |                        |                        |                        |                        |                        |                        |
|  | Cotuna Dantes-Raul                     | 1          |                        |                        |                        |                        |                        |                        |                        |                        |

## Istorie
- Comuna Tileagd, atestată documentar în anul 1075, printr-un document emis de regele maghiar, Geza II, se organizează ca și comunitate la începutul secolului al XII-lea, lângă un castru roman de graniță, zonă străbătută de un vechi drum comercial. Evoluția în timp a comunei, a cunoscut vicisitudinile epocii medievale, similare cu toate așezările românești din această parte a Transilvaniei. La începutul secolului XIII, intensa activitate comercială și meșteșugărească, transformă Tileagdul în oraș, care cunoaște o dezvoltare continuă până după în anul 1950. În perioada interbelică, în orașul Tileagd au existat: primărie, notariat administrativ, notar public, percepție, poștă-telegraf, bancă de credit și schimb valutar, post de jandarmi, dispensar medical uman și veterinar, farmacie, abator, 3 măcelării, casă de cultură, 2 cinematografe, hotel, 2 restaurante, cooperativă de consum, brutărie, 6 magazine de coloniale, îmbrăcăminte și încălțăminte, 2 mori, etc. Această dinamică economică, a avut ca urmare firească creșterea populației, care în anul 1934, pe baza unui recensământ, număra 3115 locuitori, români și maghiari, dintre care 1217 muncitori, 1625 agricultori, iar restul, comercianți, funcționari intelectuali. În anul 1950, ca urmare a organizării administrativ-teritoriale a țării, Tileagdul pierde titlul de oraș, pe care îl deținea din 1692, devenind comună. Epoca comunistă, cu toate „reformele" ei a diminuat rolul economic al comunei, care rămâne totuși o comună de referință în Bihor. După revoluția din 1989, sau făcut eforturi pentru modernizarea instituțională și a infrastructurii, încercând să i se redea Tileagdului, strălucirea de altă dată.

## Atracții turistice
- Biserica reformată din Poșoloaca
- Biserica de lemn din Tilecuș
- Castelul Teleki  din Tileagd
- Barajul Tileagd[8]

## Personalități născute aici
- János Lukács (1946 – 2016), fotbalist.